# Cecilia Piñeiro
Cecilia Piñeiro  (Mexikó, 1979. február 5. –) mexikói színésznő.

## Élete és pályafutása
1979. február 5-én született Mexikóban. 2005-ben az Amor en custodia című telenovellában Priscila szerepét játszotta. 2006-ban szerepet kapott az Amores cruzadosban. 2012-ben Narda Briceñót alakította a La mujer de Judas című sorozatban.

## Filmográfia
- Las Bravo (2014) .... Virginia Ibáñez
- Hombre tenías que ser (2013) .... Minerva Campos
- A bosszú angyala (La otra cara del alma) (2012-2013) .... Sofía Durán
- La mujer de Judas (2012) .... Narda Briceño
- Drenaje profundo (2010) .... Celia
- Entre el amor y el deseo (2010) .... Lucía de la Garza
- Cada quien su santo (2010) .... Candy
- Mujer comprada (2009) .... Jenny
- Cambio de vida (2007-2008)
- Se busca un hombre (2007) .... Leticia
- Amores cruzados (2006) .... Laura
- Amor en custodia (2005) .... Priscila
- La vida es una canción (2004) .... Claudia
- Un nuevo amor (2003) .... Deborah Luján